# Городищенский сельский совет (Козовский район)
Городищенский сельский совет (укр. Городищенська сільська рада) — входит в состав
Козовского района
Тернопольской области
Украины.
Административный центр сельского совета находится в 
с. Городище.

## История
- 1476 — дата образования.

## Населённые пункты совета
- с. Городище
- с. Горбы
- с. Млинцы